# Sara Salarrullana
Sara Salarrullana Martín (Madrid, 5 de octubre de 2001) es una ex gimnasta rítmica española que fue componente de la selección nacional de gimnasia rítmica de España en modalidad de conjuntos.

## Biografía deportiva

### Inicios
Se inició en la gimnasia rítmica en el Club Barajas de Madrid.

### Etapa en la selección nacional

#### 2016: etapa en el conjunto júnior
Entró al conjunto júnior nacional hacia comienzos de 2016, pasando a entrenar a las órdenes de Ana María Pelaz en el CAR de Madrid y siendo becada en régimen externo a finales de año. El 23 de julio de 2016, Sara realizó dos exhibiciones junto al conjunto español júnior en la Gala 20.º Aniversario de la Medalla de Oro en Atlanta '96, celebrada en Badajoz. Posteriormente, en septiembre el conjunto realizó exhibiciones durante la Semana Europea del Deporte celebrada en la Plaza de Colón de Madrid y en el acto Glamour Sport Summit en Madrid, y en octubre, en las jornadas de puertas abiertas del CAR de Madrid y en el Torneo Internacional Ciudad de Tarragona.

#### 2017 - presente: etapa en el conjunto sénior
Para 2017 pasó a ser gimnasta titular del conjunto español sénior a las órdenes de Anna Baranova y Sara Bayón. Sería titular por lo general únicamente en el ejercicio de 3 pelotas y 2 cuerdas. Tras no participar en la primera competición de la temporada, el 8 de abril tuvo lugar su debut como titular del conjunto en la Copa del Mundo de Pésaro. En esta competición el equipo fue 18.º en la general. Posteriormente, ese mismo mes disputó la prueba de la Copa del Mundo de Taskent (9.º puesto en la general y 6.º puesto en la final de pelotas y cuerdas), y la prueba de la Copa del Mundo de Bakú (7.ª posición en la general, 7.ª en la final de 5 aros y 5.ª en la final de cuerdas y pelotas). El 14 de mayo Salarrullana logró su primera medalla oficial internacional, al obtener el bronce en 5 aros en la Copa del Mundo de Portimão. En la general el equipo fue 4.º, misma posición que logró en la final de 3 pelotas y 2 cuerdas. El conjunto estaba integrado por Sara, Mónica Alonso, Victoria Cuadrillero, Clara Esquerdo, Ana Gayán y Lía Rovira. Desde la Copa del Mundo de Guadalajara dejó la titularidad del equipo, pasando a ocupar su lugar Alba Polo.
En marzo de 2018 el conjunto inició la temporada en el Trofeo Ciudad de Desio, disputando un encuentro bilateral con Italia en el que obtuvo la plata. Una lesión de Clara Esquerdo en el pie a mediados de marzo provocó que el conjunto no pudiera participar en el Grand Prix de Thiais. Posteriormente disputó la Copa del Mundo de Sofía, ocupando el 10.º puesto en la general. A mediados de abril, en la Copa del Mundo de Pésaro, el equipo logró la 6.º posición en la general, la 8.ª en aros y la 7.ª en el mixto. A inicios de junio participó en el Campeonato Europeo de Guadalajara, el primer Europeo celebrado en España desde 2002. En el mismo ocuparon la 5.ª plaza en la general y la 6.ª tanto en la final de aros como en la del mixto. A finales de agosto compitió en la prueba de la Copa del Mundo de Minsk, donde obtuvo la 6.ª posición en la general, la 7.ª en aros y la 6.ª en el mixto. Una semana después, en la prueba de la Copa del Mundo de Kazán, lograron la 10.ª plaza en la general y la 7.ª en aros. A mediados de septiembre el conjunto disputó el Mundial de Sofía. En el ejercicio de 5 aros obtuvieron una nota de 14,450 tras varias caídas de aparato, mientras que en el mixto lograron una puntuación de 19,150, lo que hizo que se colocaran en el 20.º puesto en la general. En la final del mixto ocuparon la 8.º plaza con 19,800. El equipo estuvo formado en este campeonato por Salarrullana, Mónica Alonso, Victoria Cuadrillero, Clara Esquerdo, Ana Gayán y  Alba Polo.
A inicios de marzo de 2019, el conjunto comenzó la temporada en el Torneo Internacional Diputación de Málaga (Marbella), logrando el bronce. Tras una exhibición en Corbeil-Essonnes, participaron en el Grand Prix de Thiais, obteniendo la 10.ª plaza en la general y la 6.ª en 3 aros y 4 mazas. En abril lograron la 10.ª y la 12.ª plaza en la general de las pruebas de la Copa del Mundo de Pésaro y Bakú respectivamente. En mayo, en la Copa del Mundo de Guadalajara, consiguieron la 4.ª plaza en la general, la 7.ª en 5 pelotas y la 4.ª en el mixto. Tras varias competiciones preparatorias, en septiembre disputaron el Mundial de Bakú, pudiendo obtener solo el puesto 17.º en la general y no logrando la plaza olímpica. El equipo estuvo formado en este campeonato por Salarrullana, Victoria Cuadrillero, Clara Esquerdo, Ana Gayán, Alba Polo y Emma Reyes.

### Retirada de la gimnasia
El 3 de julio de 2020, la Real Federación Española de Gimnasia anunció a través de su página web la decisión por parte de la gimnasta de retirarse. Salarrullana se despidió del equipo y de la afición a través de sus redes sociales el 11 de julio.
En la actualidad está siguiendo sus estudios del doble grado de Fisioterapia y Psicología.

## Música de los ejercicios
| Año                        | Aparatos                                                                                            | Música |
| -------------------------- | --------------------------------------------------------------------------------------------------- | --- |
| 2012 (Individual alevín)   | Aro                                                                                                 | «Terry's Theme» («Eternally»), compuesto por Charles Chaplin para la banda sonora de Candilejas. |
| 2014 (Individual infantil) | Cuerda                                                                                              | Medley de canciones de rock, como «Rock Around the Clock» de Max C. Freedman y James E. Myers, y «Tutti Frutti» de Little Richard. |
| 2016 (Conjunto júnior)     | Ejercicio de exhibición (6 aros) en Gala 20.º Aniversario de la Medalla de Oro en Atlanta '96       | Medley de varias canciones pertenecientes a musicales norteamericanos, principalmente «America», compuesta por Leonard Bernstein e incluida en West Side Story, o «I Got Rhythm» y «Embraceable You», temas creados por George Gershwin y que aparecieron en la banda sonora de Un americano en París. |
| 2016 (Conjunto júnior)     | Ejercicio de exhibición (Manos libres) en Gala 20.º Aniversario de la Medalla de Oro en Atlanta '96 | «Canción del toreador» de la ópera Carmen de Georges Bizet. |
| 2017                       | 5 aros                                                                                              | «Torn (Redux)» de Nathan Lanier, perteneciente a la banda sonora de High Strung. |
| 2017                       | 3 pelotas y 2 cuerdas                                                                               | Medley de los temas «Agua que va a caer» y «Oriza» de Ismael Rivera y Rafael Cortijo, «Aquí el que baila gana» de Fania All-Stars y «Para gozar» de Samba Squad. |
| 2018                       | 5 aros                                                                                              | «Final y "A ciegas"», interpretada por Miguel Poveda y compuesta por Alberto Iglesias para la banda sonora de Los abrazos rotos. |
| 2018                       | 3 pelotas y 2 cuerdas                                                                               | «Kairos» de Derek Hough y Lindsey Stirling. |
| 2019                       | 5 pelotas                                                                                           | Versión de la Sinfonía n.º 5 en do menor, Op. 67 de Ludwig van Beethoven, incluida en el espectáculo Nacidos para bailar de Los Vivancos. |
| 2019                       | 3 aros y 4 mazas                                                                                    | «The Flamenco of the Haunted Guitar» de Agamemnon. |

## Palmarés deportivo

### Selección española
| 2015 - Torneo Internacional Miss Valentine de Tartu 4.º puesto en concurso general 7.º puesto en 5 pelotas - Torneo Internacional de Lisboa 4.º puesto en concurso general Bronce en 5 pelotas - Campeonato de Europa de Minsk 9.º puesto en concurso general (calificación) 2017 - Prueba de la Copa del Mundo en Pésaro 18.º puesto en concurso general - Prueba de la Copa del Mundo en Taskent 9.º puesto en concurso general 6.º puesto en 3 pelotas y 2 cuerdas - Prueba de la Copa del Mundo en Bakú 7.º puesto en concurso general 7.º puesto en 5 aros 5.º puesto en 3 pelotas y 2 cuerdas - Prueba de la Copa del Mundo en Portimão 4.º puesto en concurso general Bronce en 5 aros 4.º puesto en 3 pelotas y 2 cuerdas 2018 - Trofeo Ciudad de Desio / Encuentro bilateral Italia - España Plata en concurso general - Prueba de la Copa del Mundo en Sofía 10.º puesto en concurso general - Prueba de la Copa del Mundo en Pésaro 6.º puesto en concurso general 8.º puesto en 5 aros 7.º puesto en 3 pelotas y 2 cuerdas - Campeonato de Europa de Guadalajara 5.º puesto en concurso general 6.º puesto en 5 aros 6.º puesto en 3 pelotas y 2 cuerdas - Prueba de la Copa del Mundo en Minsk 6.º puesto en concurso general 7.º puesto en 5 aros 6.º puesto en 3 pelotas y 2 cuerdas - Prueba de la Copa del Mundo en Kazán 10.º puesto en concurso general 7.º puesto en 5 aros - Campeonato del Mundo de Sofía 20.º puesto en concurso general 8.º puesto en 3 pelotas y 2 cuerdas | 2019 - Torneo Internacional Diputación de Málaga Bronce en concurso general - Grand Prix de Thiais 10.º puesto en concurso general 6.º puesto en 3 aros y 4 mazas - Prueba de la Copa del Mundo en Pésaro 10.º puesto en concurso general - Prueba de la Copa del Mundo en Bakú 12.º puesto en concurso general - Prueba de la Copa del Mundo en Guadalajara 4.º puesto en concurso general 7.º puesto en 5 pelotas 4.º puesto en 3 aros y 4 mazas - Prueba de la Copa del Mundo en Minsk 13.er puesto en concurso general - Prueba de la Copa del Mundo en Cluj-Napoca 5.º puesto en concurso general 5.º puesto en 5 pelotas 5.º puesto en 3 aros y 4 mazas - Prueba de la Copa del Mundo en Kazán 10.º puesto en concurso general - Prueba de la Copa del Mundo en Portimão 4.º puesto en concurso general 4.º puesto en 5 pelotas 6.º puesto en 3 aros y 4 mazas - Campeonato del Mundo de Bakú 17.º puesto en concurso general |

## Filmografía

### Publicidad
- Anuncio de televisión para Divina Pastora Seguros, entonces patrocinador de la RFEG, de la campaña «Corre. Vuela. No te detengas» (2015).
- Anuncio de televisión para Divina Pastora Seguros, patrocinador de la RFEG, de la campaña «La igualdad no se vende, la igualdad se practica» (2020).[8]